# Killeshandra
Killeshandra (in irlandese Cill na Seanrátha) è una località della Repubblica d'Irlanda. Fa parte della contea di Cavan, nella provincia dell'Ulster.

## Descrizione
Poco distante del centro cittadino, su di un'isola sul lago Oughter. si trovano le rovine del Cloughoughter Castle, la cui costruzione risale al XIII secolo.
Killeshandra è citata dalla nota ballata irlandese Come out ye Black and Tans.